# Armando González Soto
Armando González Soto (Casas Grandes, Chihuahua, 1925 - Ciudad Juárez, Chihuahua, 19 de agosto de 2007) fue un político mexicano, miembro del Partido Revolucionario Institucional, fue diputado federal y presidente municipal de Ciudad Juárez.

## Biografía
Presidente municipal de Ciudad Juárez de 1965 a 1968, fue elegido diputado federal por el IV Distrito Electoral Federal de Chihuahua a la XLVIII Legislatura de 1970 a 1973, pero dejó el cargo en 1971 al ser nombrado contralor del Gobierno del Distrito Federal por el entonces regente Octavio Sentíes Gómez.
Se encontraba retirado de toda actividad política cuando murió el 19 de agosto de 2007 a causa de suicidio.